# Kållsjön, Närke
Kållsjön är en sjö i Askersunds kommun i Närke och ingår i Motala ströms huvudavrinningsområde. Sjöns area är 0,0063 kvadratkilometer och den är belägen 106 meter över havet.